# Крис Иванов
Крис (Христо) Иванов (на английски: Chris Evanoff) е български емигрантски деец, десети президент на МПО в САЩ и Канада.

## Биография
Крис Иванов е роден в град Прилеп, тогава в Югославия. Емигрира в САЩ заедно с родителите си, които са репресирани от тоталитарната власт. Години по-късно развива свой бизнес и става член на Македонската патриотична организация. В началото на 1998 година е избран за президент на организацията, а през февруари същата година провежда среща с президента на България Петър Стоянов, с който разговарят за взаимоотношенията с Република Македония.
През май 2001 година заедно с Борис Чалев, Пол Симов, Георги Лебамов и други участва на среща с президента на САЩ Джордж Уокър Буш и провеждат разговори за Република Македония. През 2006 година в писмо до президентския секретар на САЩ Кондолиза Райс изказва притесненията си за конфликта в Косово и съдбата на Република Македония.
След 2006 година, Иванов напуска МПО и се присъединява към Обединената македонска диаспора, където става член на консултативния съвет.